# مودلارویت
مودلارویت (به آلمانی: Mödlareuth) یک منطقهٔ مسکونی در آلمان است که در گفر کنار اشلایتس واقع شده‌است. مودلارویت ۵۴۳ متر بالاتر از سطح دریا واقع شده‌است.